# CT Amazonas (CT-1)
O contratorpedeiro Amazonas, pertencente à classe Pará, foi operado pela Marinha do Brasil de 1909 a 1926. Construído pela empresa naval britânica Yarrow Shipbuilders, teve sua quilha batida em 1908, sendo lançado ao mar em 11 de julho do mesmo ano e comissionado na Armada em 31 de dezembro de 1909. Com um deslocamento em carga total de 640 toneladas, media 73,15 metros de comprimento, 7,08 metros de boca e 2,42 metros de calado. Seus principais armamentos eram dois canhões de 102 milímetros e dois lançadores de torpedos de dezoito polegadas. Alcançava a velocidade máxima de 28 nós (51 quilômetros por hora).
Apesar de não ter participado de tantas ações quanto alguns de seus navios irmãos, em 1910 integrou a frota legalista enviada para enfrentar os navios rebeldes durante a Revolta da Chibata, incluindo os poderosos encouraçados Minas Geraes e São Paulo. Felizmente, não houve combate. Ao longo de seus 16 anos de serviço ativo, o Amazonas participou de inúmeras missões de treinamento com a esquadra brasileira, além de realizar escoltas e treinamento de aspirantes. Foi finalmente aposentado em 28 de julho de 1926, e muitos de seus equipamentos foram posteriormente utilizados pelo contratorpedeiro Mato Grosso.

## Construção
O contratorpedeiro Amazonas, o sexto navio a ostentar esse nome na história da Marinha do Brasil, foi incorporado como parte de uma estratégia delineada no Plano Naval de 1906, sob a supervisão do Ministro da Marinha, Almirante Alexandrino Faria de Alencar. Esse plano envolvia a concepção de uma classe composta por dez unidades, das quais o Amazonas fez parte. A concretização desse projeto ocorreu nas instalações do estaleiro Yarrow, localizado em Glasgow, na Inglaterra. A construção do contratorpedeiro Amazonas teve início em 28 de novembro de 1907.
No ano seguinte, teve seu batimento de quilha. Em 11 de julho de 1908, o navio foi solenemente lançado ao mar, representando  o início de sua jornada operacional. A consolidação oficial do contratorpedeiro Amazonas na Marinha do Brasil ocorreu em 31 de dezembro de 1909, data que marcou sua integração plena à frota militar. Nessa ocasião, o comando da embarcação foi assumido pelo Capitão-de-Corveta Caio Pinheiro de Vasconcellos.

## Características
Amazonas possuía um deslocamento de 560 toneladas no padrão e 640 toneladas quando carregado, suas dimensões compreendiam 73,15 metros de comprimento, 7,08 metros de boca, 2,22 metros de calado em condição leve e 2,42 metros quando carregado. A propulsão do navio era alimentada por vapor, impulsionada por duas caldeiras Yarrow e dois motores de tripla-expansão, gerando uma potência de 8 800 hp. Esses motores estavam acoplados a dois eixos e duas hélices, proporcionando uma velocidade máxima de 28 nós. O Amazonas tinha um alcance operacional de 1 600 milhas a uma velocidade de quinze nós.
Quanto ao armamento, o navio estava equipado com dois canhões de quatro polegadas (102 milímetros) em dois reparos singelos, quatro canhões de 47 milímetros e dois tubos de torpedos singelos de dezoito polegadas. No que diz respeito aos códigos e identificações, o navio era designado pelo Código Internacional de Chamada PXAZ(GBEA), pelo Código Radiotelegráfico AZOMAR, e pela Chamada Internacional de Rádio SOA(1). Seu distintivo numérico era 1. A tripulação responsável por operar e manter as operações do contratorpedeiro Amazonas era composta por 104 homens. Ele não possuía sensores.

## História

### Início de carreira
A embarcação partiu de Glasgow em 24 de abril de 1909 e fez uma parada em Plymouth no dia seguinte. A viagem foi interrompida por seis dias, pois o contratorpedeiro teve que esperar por condições climáticas adequadas. Depois disso, a embarcação foi para Lisboa, onde chegou em 6 de maio e ficou por 10 dias. Do Porto de Lisboa, a viagem prosseguiu para Las Palmas, nas Ilhas Canárias, onde o contratorpedeiro ancorou por mais seis dias antes de seguir para São Vicente.
Após uma breve estadia de quatro dias em Cabo Verde, o navio partiu de São Vicente e, aproximadamente cinco dias depois, atracou no Recife por volta das 14h00 do dia 2 de junho de 1909. Após reabastecimento, o Amazonas partiu para a Bahia por volta das 16h00 do dia 4 de junho de 1909,  onde foi submetido a repintura e limpeza por cerca de quinze dias. O contratorpedeiro foi oficialmente incorporado à Marinha do Brasil em 7 de julho daquele ano, em uma cerimônia no Rio de Janeiro onde recebeu seu distintivo numérico 21, que posteriormente foi alterado para 1.

### Revolta da Chibata

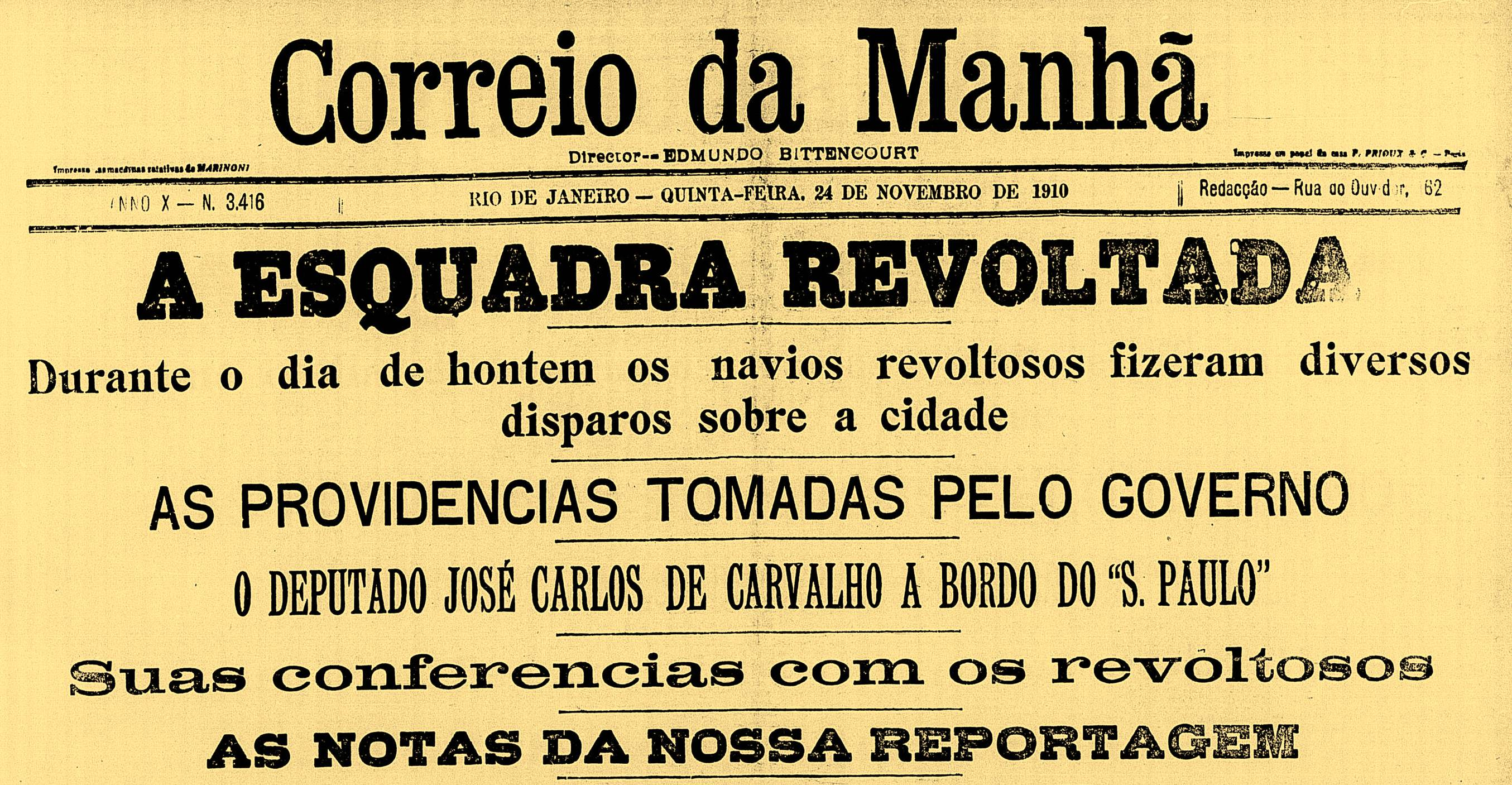
Edição do dia 24 de novembro de 1910 do jornal Correio da Manhã

Em 22 de novembro de 1910, marinheiros liderados por João Cândido sublevaram-se contra seus superiores devido aos castigos físicos que sofriam, no que foi conhecido como a Revolta da Chibata. Os revoltosos tomaram o controle dos encouraçados Minas Geraes, São Paulo e Deodoro e do cruzador Bahia. No entanto, o governo dispunha de algumas embarcações, mas enfrentava um desafio significativo diante dos navios rebeldes. As únicas embarcações em posse do governo capazes de enfrentar imediatamente os amotinados eram o cruzador Rio Grande do Sul, o veterano cruzador Barroso e oito contratorpedeiros da classe Pará',' incluindo o Amazonas. No entanto, em termos de poder ofensivo, esses navios eram consideravelmente inferiores se comparados a apenas um dos dreadnoughts pertencentes aos revoltosos.
Mesmo com essa desvantagem, o presidente ordenou que a modesta esquadra atacasse os navios rebeldes em 25 do referido mês. No entanto, os navios rebeldes não se encontravam na baía de Guanabara. Pelo contrário, eles navegavam próximos à costa, uma estratégia adotada para evitar um possível contra-ataque do governo. Essa situação enfatizava a complexidade do conflito e as dificuldades enfrentadas pelo governo para lidar com a revolta naval. Não houve combate entre o Amazonas e os amotinados.

### 1913-1914
Durante o período entre 5 e 23 de abril, o Amazonas passou por um processo de docagem no Dique Santa Cruz, localizado na Ilha das Cobras. Esse procedimento envolveu a substituição de rebites em vários pontos da embarcação, além de raspagem e pintura do fundo. Em 26 de maio, o navio suspendeu para uma experiência de máquinas, navegando além da barra e retornando no mesmo dia. Em 3 de junho, partiu do Rio de Janeiro para realizar exercícios em conjunto com os contrartorpedeiros Alagoas e Santa Catarina, na área entre Ilha Grande e São Sebastião. Durante essa operação, visitou diversas localidades, incluindo São Sebastião, Angra dos Reis, Itacurussá, Sepetiba e Ahrahão. No retorno, a Divisão, composta também pelo cruzador Barroso e pelos cruzadores-torpedeiros Tupy e Tamoyo, encontrou-se com outra divisão na entrada da Baía de Guanabara, sendo recebidos pelo Contratorpedeiro Piauhy. Todos os navios entraram na baía em formação, prestando continência à estátua do Almirante Barroso.
Entre 27 de agosto e 11 de setembro, o contratorpedeiro Amazonas foi novamente docado no Dique Santa Cruz, realizando substituição de rebites no costado, colocação de reforço à ré, raspagem e pintura do fundo. Em 12 de setembro, zarpou do Rio de Janeiro para exercícios com a Esquadra na Ilha de São Sebastião. O exercício contou com a presença do Presidente da República, do Ministro da Marinha e comitiva, a bordo do vapor Carlos Gomes. Participaram diversos navios, incluindo encouraçados, contratorpedeiros, cruzadores-torpedeiros e transportes. O Amazonas regressou ao Rio em 4 de outubro. Entre 21 de novembro e 3 de dezembro, o navio passou por nova docagem no Dique Santa Cruz, realizando a substituição de rebites, raspagem e pintura do fundo. Ao longo de 1914, o navio permaneceu baseado no Rio de Janeiro e manteve-se em bom estado. Em 12 de janeiro, integrou a 4.ª Divisão Naval, suspendendo do Rio de Janeiro para exercícios com a Esquadra no litoral de Santa Catarina, juntamente com outros contratorpedeiros e o transporte Carlos Gomes. Essa divisão retornou ao Rio de Janeiro em 27 de fevereiro.

### 1918-1919
Entre os dias 17 e 28 de fevereiro de 1918, a embarcação realizou a missão de patrulhamento da Baía de Guanabara, localizada na cidade do Rio de Janeiro. Após esse período, em 6 de maio, a embarcação atracou no Dique Guanabara (RJ), onde passou por processos de manutenção e preparação para futuras missões, reafirmando seu compromisso com a vigilância costeira. Saindo do dique, a embarcação dedicou-se ao patrulhamento da barra nos meses de julho, setembro e outubro de 1918. Em 5 de fevereiro de 1919, a embarcação retornou ao Dique Guanabara, onde permaneceu até 7 de março. No dia 7 de julho de 1919, suspendeu a serviço da Superintendência de Navegação, dirigindo-se para Abrolhos e chegando em 10 de julho. No mesmo dia, a embarcação partiu novamente para realizar sondagens nos baixios de Franca e Marajó, antes de retornar ao fundeadouro.
A missão seguinte teve como destino o Morro de São Paulo, na Bahia, onde chegou em 12 de julho de 1919, após partir no dia anterior. No dia 17 do mesmo mês, suspendeu-se mais uma vez, desta vez em direção à Baía de Todos os Santos, chegando no mesmo dia. No dia 18 de julho, partiu do porto de Salvador para socorrer o Vapor Comandatuba, que havia naufragado na entrada de Ilhéus, alcançando o local no dia 20. Em 31 de julho de 1919, a embarcação partiu do porto de Salvador para realizar o comboio do paquete Marsilia, que levava Marcelo Torcuato de Alvear, o Presidente da Argentina na época.

### Anos finais
O contratorpedeiro Amazonas se juntou à Esquadra de Exercícios em 1.º de fevereiro de 1924. Durante o ano, ele participou de vários deslocamentos e atividades, como consta nos relatórios oficiais. Ele parou suas operações em 31 de março para fazer experimentos de máquinas e ajustar as agulhas. Depois, em 9 de abril, ele saiu para manobras fora da barra e voltou depois de navegar 90 milhas. Fez exercícios de evoluções, pontaria e fainas de emergência no dia 15. O contratorpedeiro saiu para a Ilha Grande em 26 de abril e chegou à enseada Batista das Neves depois de navegar 90 milhas. Depois, foi para o Rio de Janeiro no dia 30, navegando 85 milhas, e ficou no tender Cuiabá para procedimentos de carvão.
O Amazonas iniciou suas atividades em maio com um desembarque no dia 1. Ele saiu no dia 5 para uma missão com um Oficial da Missão Naval e o Comandante da Flotilha e chegou à Batista das Neves no dia 6. Lá, fez várias manobras e tarefas. Voltou a sair em 16 de maio para receber o Almirante Chefe da Missão Naval no encouraçado Minas Gerais. Depois, realizou exercícios de tiro e fainas de emergência. Ele saiu para exercícios em 20 de maio e voltou para o cruzador Almirante Barroso para fazer procedimentos de carvão. Zarpou para um exercício de tiro de 101 mm no dia 26. Saiu com a esquadra para o Rio de Janeiro em 30 de maio, navegando 960 milhas durante os exercícios. Chegou ao Rio de Janeiro em 31 de maio. Em junho, ele seguiu suas atividades. Novamente, realizou testes de máquinas até a Ilha Grande em 20 de junho, navegando 150 milhas. Em 5 de junho, movimentou-se para aquisição de mais munição e foi para Santos, chegando no dia 6.
Em junho, o Amazonas concluiu suas atividades no Rio de Janeiro e partiu para Santos, onde permaneceu até agosto. No dia 6 de agosto, o navio suspendeu para o Rio de Janeiro, onde chegou no dia 8. Em setembro, o Amazonas escoltava uma Divisão Inglesa quando foi enviado para Santa Catarina para buscar o encouraçado São Paulo, que havia se sublevado. No dia 8 de novembro, o navio fundeou para deixar um condutor de máquinas ferido durante um reparo. No dia 9, o Amazonas suspendeu para Anhatomirim, onde chegou no dia 10. No dia 11, o navio seguiu para Florianópolis, onde atracou. Em novembro, o Amazonas partiu de Florianópolis para o Rio Grande, chegando no dia seguinte. No dia 19, o navio passou a atracar no porto velho e, no dia 20, seguiu para Porto Alegre, percorrendo 1 100 milhas no mês. Em maio de 1925, o Amazonas partiu de Porto Alegre para o Canal da Feitoria, onde fundeou no dia 22. No dia 25, o navio suspendeu para regular as agulhas e atracou no porto velho do Rio Grande. Em agosto, o Amazonas suspendeu levando a bordo a Comissão de Inspeção Semestral e regressou ao porto. No dia 18, o navio partiu do Rio Grande com o contratorpedeiro Maranhão para treinamento de foguistas.
Em setembro, o Amazonas realizou exercícios com a Esquadra, fundeou em Búzios, ancorou em Santos e participou de manobras em Vila Bela. Em outubro, o navio retornou ao Rio de Janeiro, ancorou na enseada Batista das Neves, recebeu carvão e partiu para a baía de Todos os Santos, onde ancorou em Recife e São Luís do Maranhão. Em dezembro, o Amazonas permaneceu em São Luís do Maranhão. Em 1926, o navio passou por obras no Rio de Janeiro e foi desativado em 28 de julho daquele ano, com seus equipamentos sendo utilizados na reconstrução do Mato Grosso. Algumas fontes dizem que teria sobrevivido até 1931.